# Echolalia (literatura)
Echolalia – środek stylistyczny polegający na powtarzaniu jednakowych lub podobnych zespołów głoskowych jedynie dla podkreślenia rytmiczności, melodyjności tekstu, szczególnie charakterystyczne w ludowych przyśpiewkach i refrenach, również wykorzystywany jako celowy chwyt poetycki w utworach awangardowych.
Przykład może stanowić wiersz Irit Amiel pt. „Pierwszy wchodzi do Komory Król Maciuś Pierwszy”:

A na stronie stoi sobie Pani Kultura – ura – ura – ura
I cicho szepce Pani Cywilizacja – ja – ja – ja
Patrzcie jaka tam czarna dziura – ura – ura -ura
I nie dziwi się wcale Pani Etyka – ka -ka -ka
Nie patrząc ni w lewo ni w prawo woła Pan Prawo – wo – wo – wo